# Vallon de l'Orgère

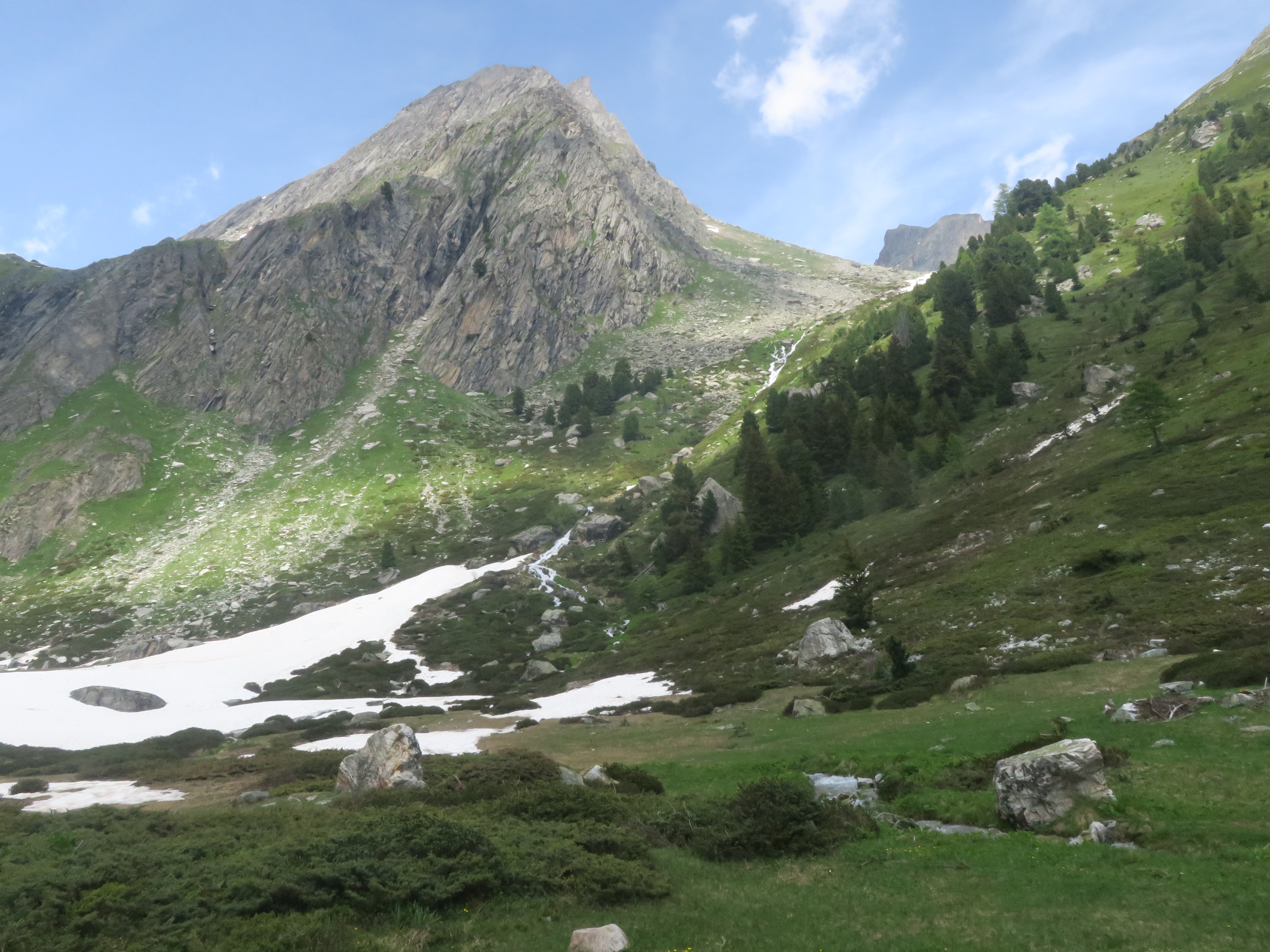
Vallon de l'Orgère

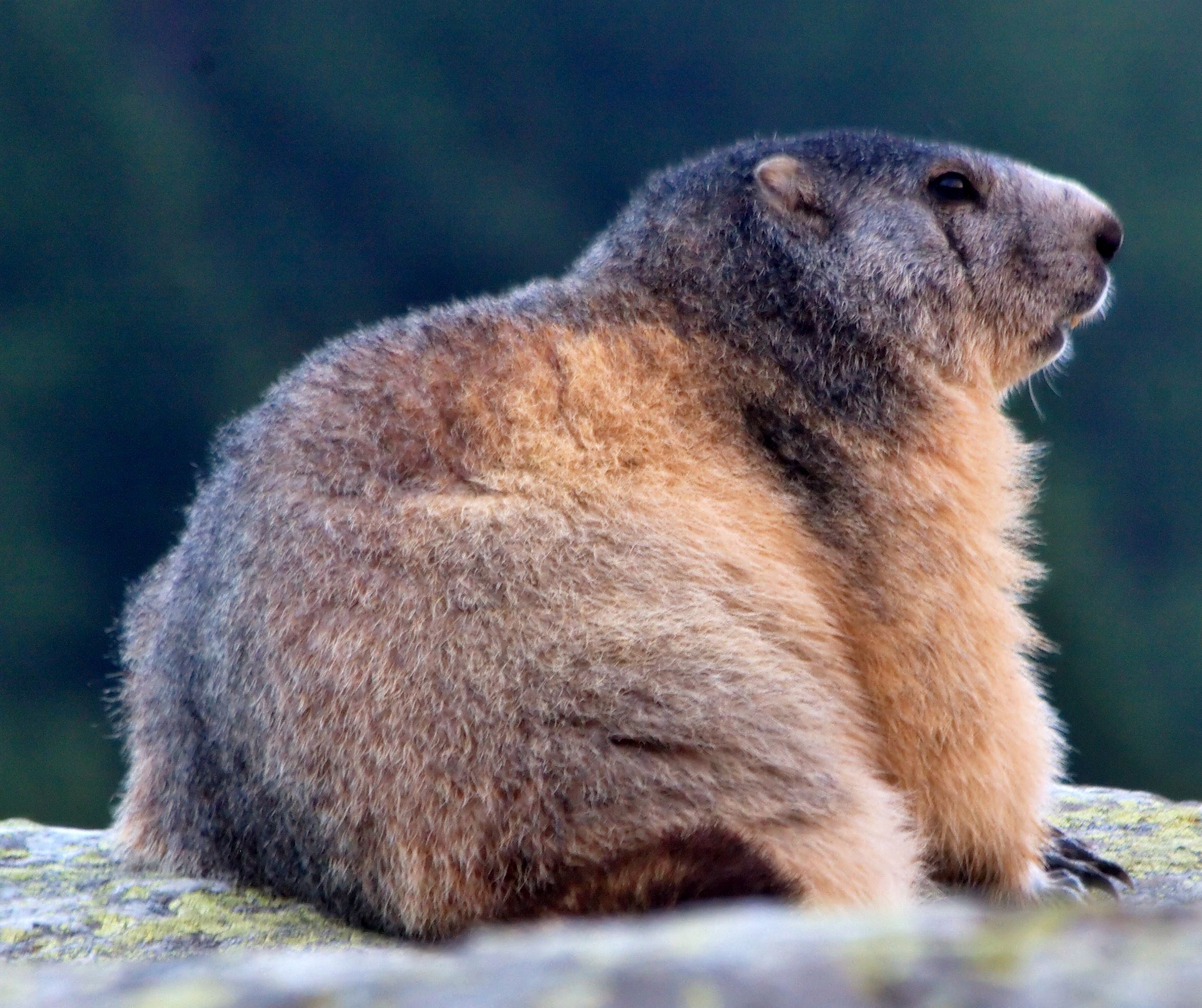
Marmotte du vallon de l'Orgère

Le Vallon de l'Orgère est un vallon situé au nord de Modane, au sud du Rateau d'Aussois, dans le Parc national de la Vanoise (45° 14′ 05″ N, 6° 40′ 17″ E).
Le vallon est accessible depuis la vallée de la Maurienne par la D106, qui passe plus bas près d'un télégraphe Chappe 45° 12′ 50″ N, 6° 38′ 38″ E. À son entrée se trouve un refuge fournissant hébergement et restauration, ainsi qu'un parking. Le reste du vallon n'est pas accessible aux véhicules, sauf autorisation.
Le vallon est renommé pour sa population de marmottes,.

## Liens
- Refuge de l'Orgère